# Йозеф Квіда
Йозеф Квіда (чеськ. Josef Kvída, нар. 16 січня 1997, Пржибрам, Чехія) — чеський футболіст, центральний захисник кіпрського клуба «Пафос».

## Ігрова кар'єра

### Клубна
Йозеф Квіда є вихованцем клуба «Пржибрам» зі свого рідного міста. Але в основі клуба Квіда не зіграв жодного матчу, а його дебют на професійному рівні відбувся у грудні 2016 року у складі нідерландського клубу «Зволле», куди футболіст перейшов влітку 2015 року. Влітку 2017 року для набору ігрової практики захисник до кінця сезону відправився в оренду у клуб «Алмере Сіті».
Після повернення з оренди, влітку 2018 року Квіда як вільний агент підписав контракт з клубом Ередивізі «Неймеген». У НЕК Квіда провів два сезони, а влітку 2020 року перейшов до кіпрського клубу «Пафос».

### Збірна
З 2014 року Йозеф Квіда захищав кольори юнацьких збірних Чехії.

## Титули та досягнення
- Володар Кубка Кіпру (1):

Пафос: 2023-24